# Epitranus frequens
Epitranus frequens är en stekelart som beskrevs av Masi 1940. Epitranus frequens ingår i släktet Epitranus och familjen bredlårsteklar.
Artens utbredningsområde är Mauritius. Inga underarter finns listade i Catalogue of Life.